# Tanaecia producta
Tanaecia producta är en fjärilsart som beskrevs av Butler 1901. Tanaecia producta ingår i släktet Tanaecia och familjen praktfjärilar. Inga underarter finns listade i Catalogue of Life.